# Jasmine Imboden

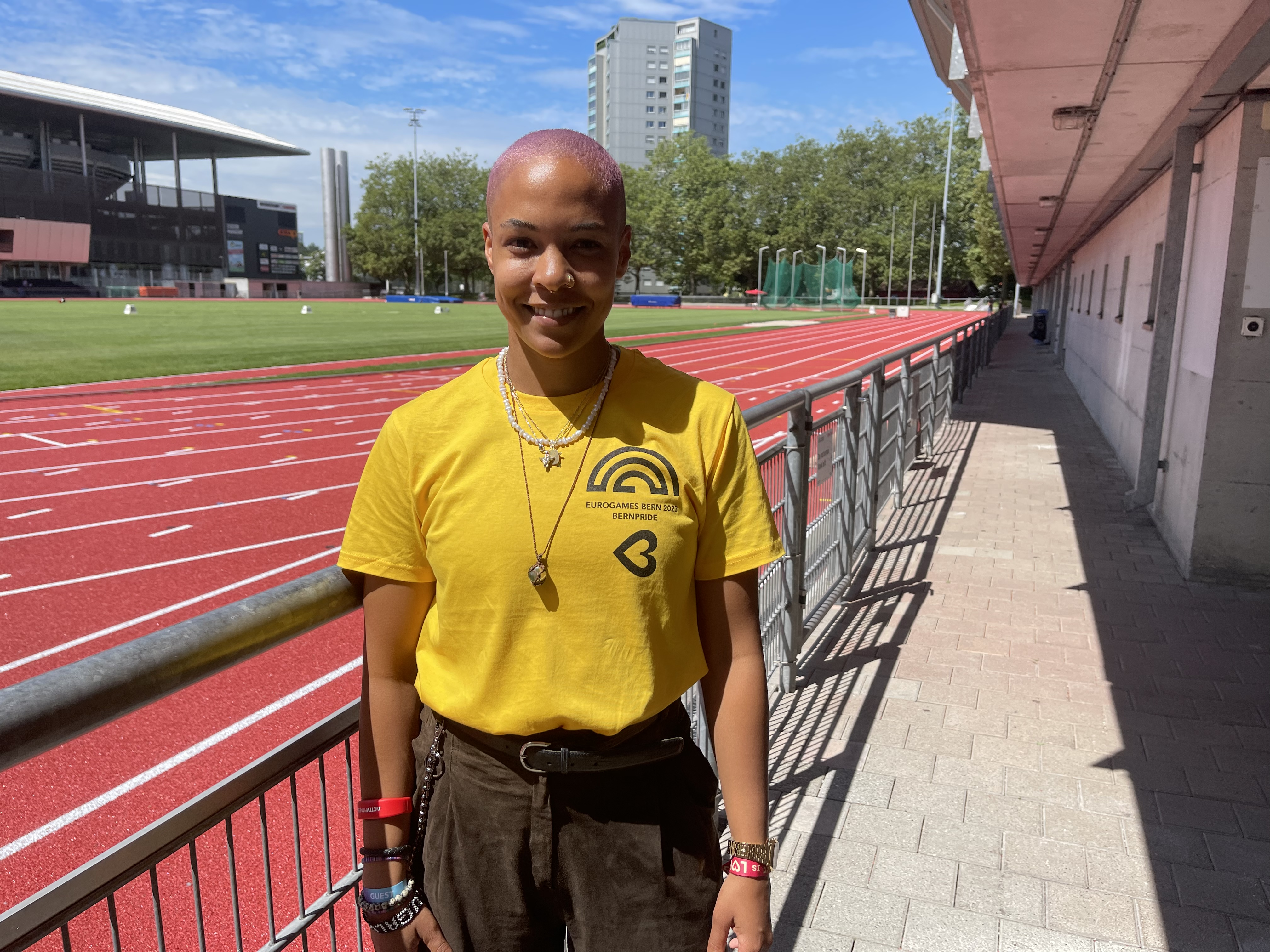
Jasmine Imboden an den EuroGames 2023 in Bern

Jasmine Imboden (* 9. Mai 1990 in Fürigen) ist eine Schweizer Schauspielerin und ehemalige Fussballerin.

## Leben
Die Tochter eines Schweizers und einer Kenianerin wuchs im Nidwaldner 400-Seelen-Dorf Fürigen, heute Ortsteil von Stansstad, auf. Ihr älterer Bruder, ihre ältere Schwester und sie waren die einzigen dunkelhäutigen Kinder.
Erste Fussball-Erfahrungen sammelte Imboden beim FC Hergiswil. Mit 14 Jahren wurde sie gemeinsam mit der Schweizer Profi-Fussballspielerin Ramona Bachmann aus der Innerschweizer Auswahl ins nationale Fussball-Ausbildungszentrum im bernischen Huttwil aufgenommen. Dafür verliess Jasmine Imboden ihr Elternhaus und lebte bei einer Gastfamilie. Mit 16 Jahren absolvierte sie eine kaufmännische Lehre für Sportler in Luzern.
Die Schweizer Frauen-Nationalmannschaft wurde auf die junge Spielerin aufmerksam, und sie erhielt ein Aufgebot für das U17-Nationalteam. Ihr erstes Länderspiel absolvierte sie im Alter von 14 Jahren auswärts in London gegen England. Später spielte sie für die U19-Nationalmannschaft. Mit 23 Jahren verletzte sie sich schwer, Kreuzband und Meniskus waren kaputt. Die Sportlerin orientierte sich neu und begann eine Schauspielausbildung.
Nach dem verletzungsbedingten Karriere-Aus als Fussballspielerin bewarb sie sich 2014 bei einer amerikanischen Schauspielschule, wurde zum Casting in London eingeladen und erhielt kurz darauf die Zusage. Im selben Jahr siedelte sie nach Los Angeles um und absolvierte dort eine Schauspiel-Ausbildung an der American Academy of Dramatic Arts. Sie spielte auch wieder Fussball und wurde vorübergehend Trainerin von Kindern Prominenter (u. a. von Mila Kunis und Ashton Kutcher oder Zoe Saldana). Nach Abschluss ihrer Ausbildung zog sie zunächst zurück in die Schweiz, entschied sich aber 2019, ihr Glück in London zu versuchen. Sie fand einen Agenten und kam bei ihrer früheren Fussball-Kollegin Ramona Bachmann unter, die zu dieser Zeit bei Chelsea unter Vertrag war.
Sie verpasste sich einen neuen Look: Raspelkurze, gebleichte Haare, bunte Kleider, Nasenring, Tattoos. Später zog sie in eine eigene Wohnung, half in der Freizeit in einem Theater aus, wurde Teil der Queer-Community und hatte Buchungen als Schauspielerin. Alle paar Monate kommt sie zurück in die Schweiz.

## Engagement
Gemeinsam mit der ehemaligen Fussball-Kollegin Lia Wälti engagierte sich die pansexuelle Nidwaldnerin für die EuroGames, die im Sommer 2023 in Bern stattfanden: Imboden war Co-Präsidentin des internationalen Sportanlasses für queere Menschen.

## Filmografie
- 2017: Blue Hollywood (Regie: Francesco Gabriele), Kinofilm
- 2019: Things Falling Apart (Regie: Daniel Loepfe), Kurzfilm
- 2022: Citadel (Regie: Brian Kirk), Amazon-Serie
- 2023: Silo (Regie: David Semel), Apple-TV-Serie
- 2023: The Tipping Point (Regie: Sid Menon), Kurzfilm
- 2024: The Old Julie (Regie: Charlotte Wolfe), Kurzfilm
- 2024: Too Much (Regie: Lena Dunham), Netflix-Serie

## Theater
- 2023: Trommeln über Mittag von Katja Früh und Patrick Frey (Bernhard-Theater Zürich), Regie: Katja Früh[6]